# 12665 Chriscarson
12665 Chriscarson eller 1978 VE7 är en asteroid i huvudbältet som upptäcktes den 6 november 1978 av de båda amerikanska astronomerna Eleanor F. Helin och Schelte J. Bus vid Palomarobservatoriet. Den är uppkallad efter Christopher A. Carson.
Asteroiden har en diameter på ungefär 3 kilometer.